# Bozeni, Mureș
Bozeni este un sat în comuna Corunca din județul Mureș, Transilvania, România.

## Imagini

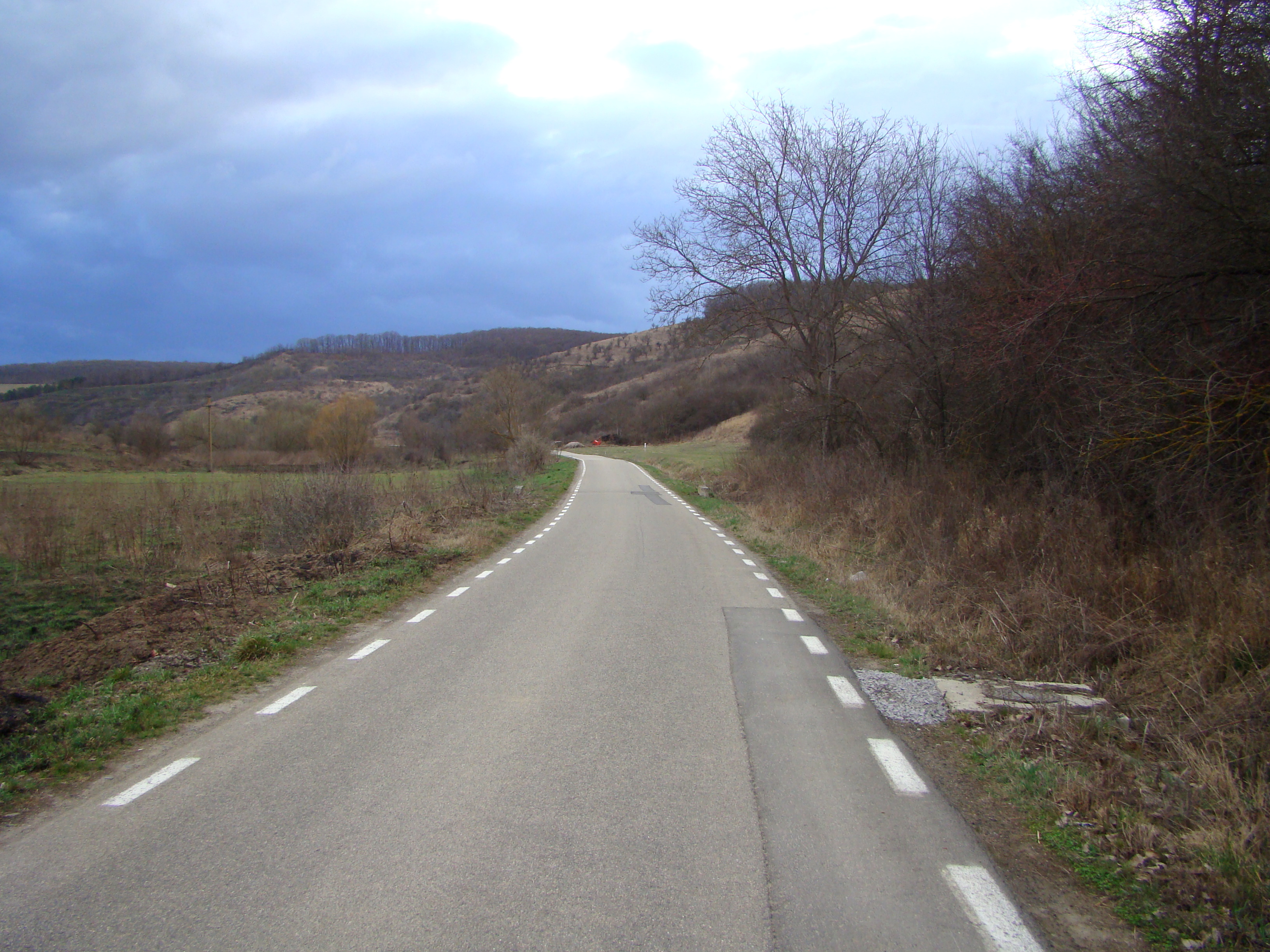
Drumul Corunca-Bozeni
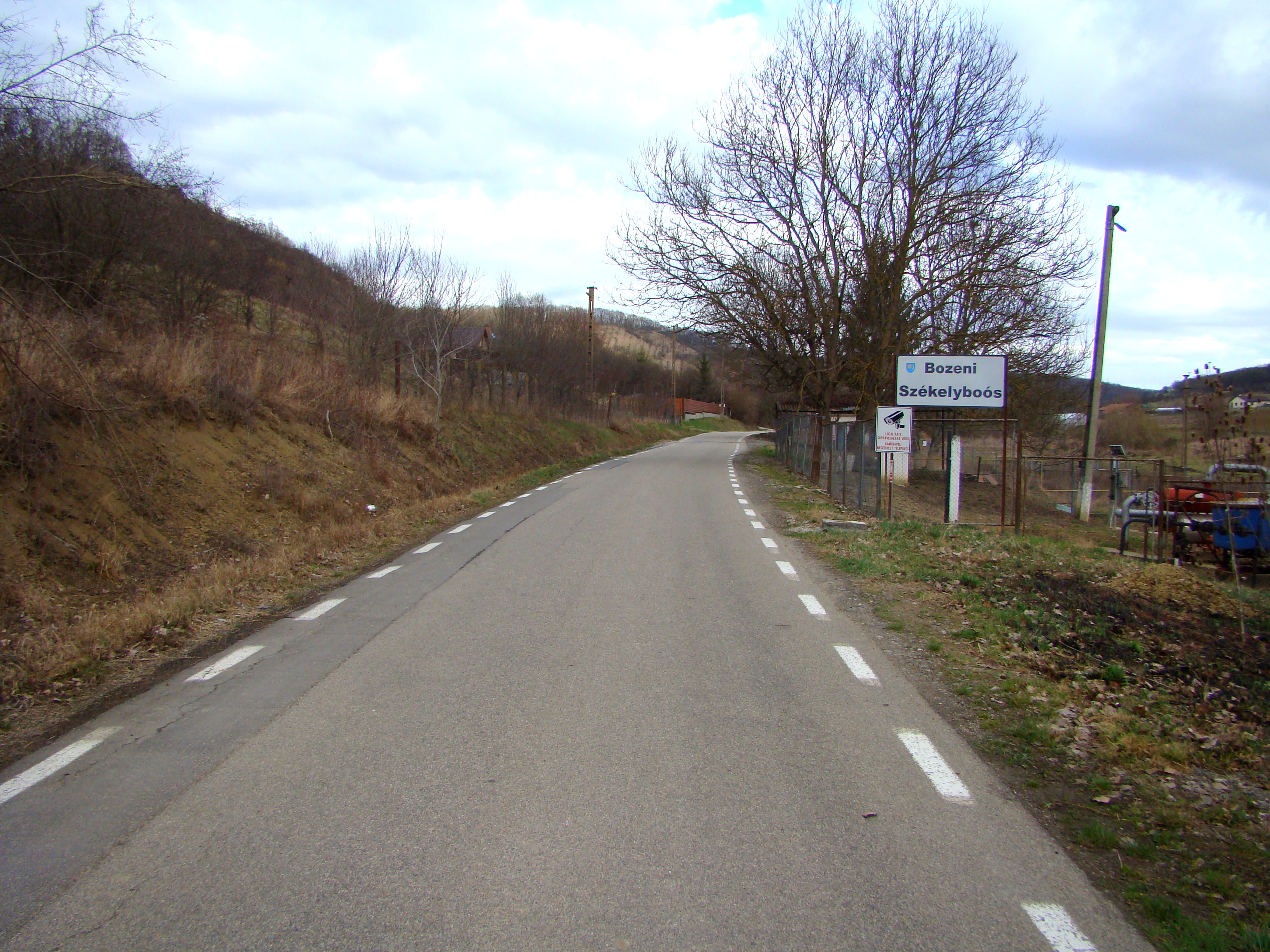
Intrarea în localitate
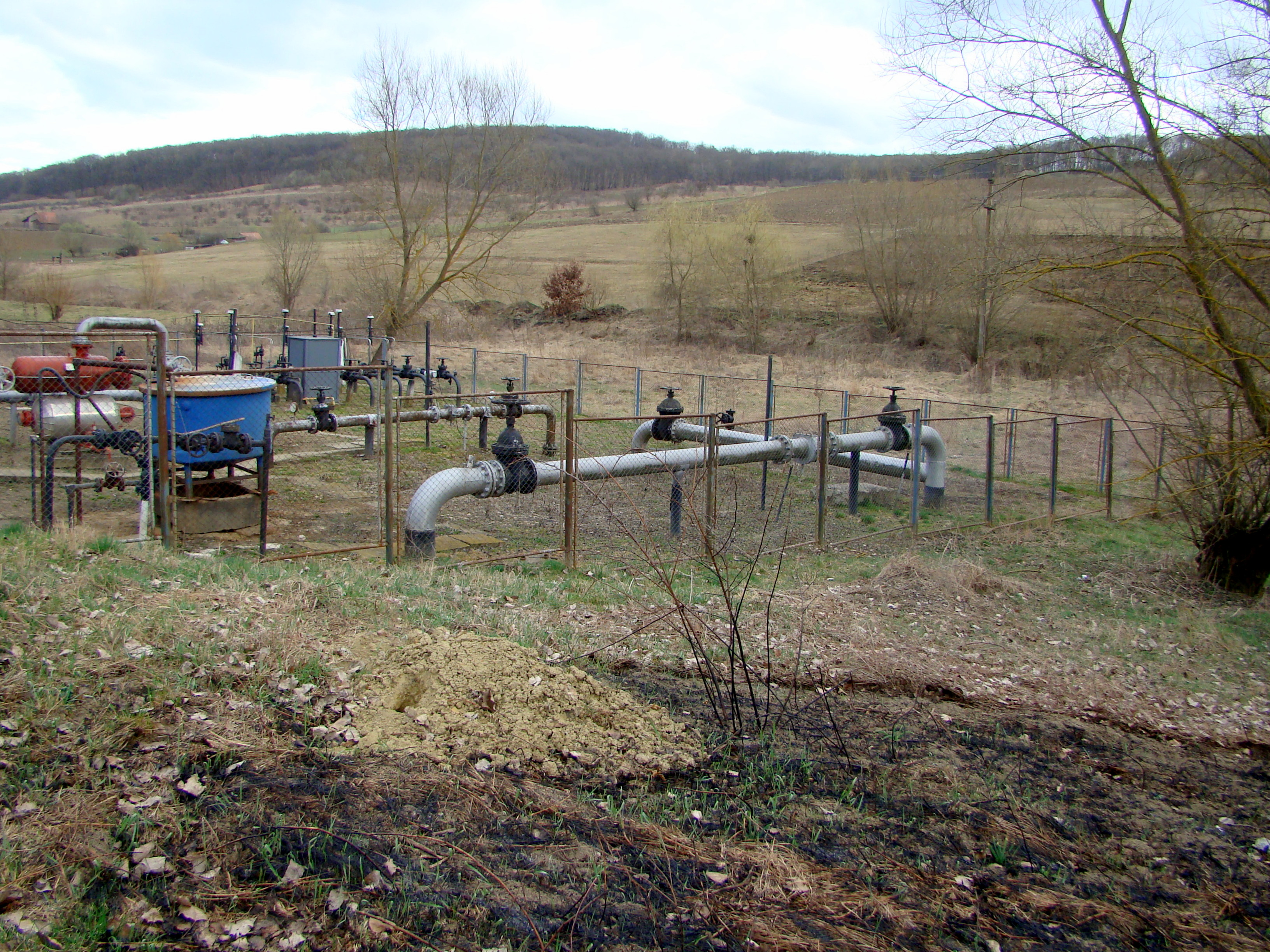
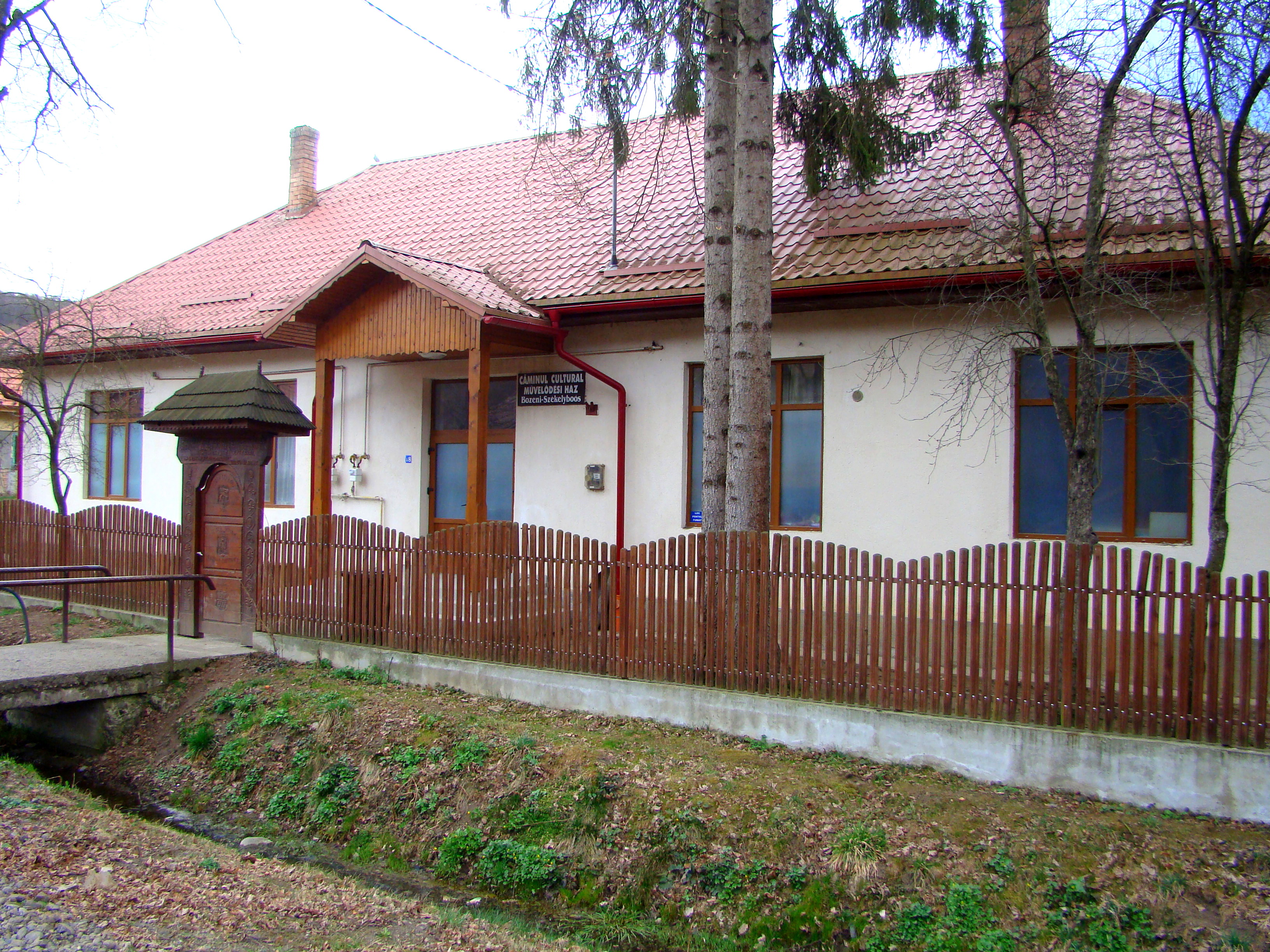
Căminul cultural
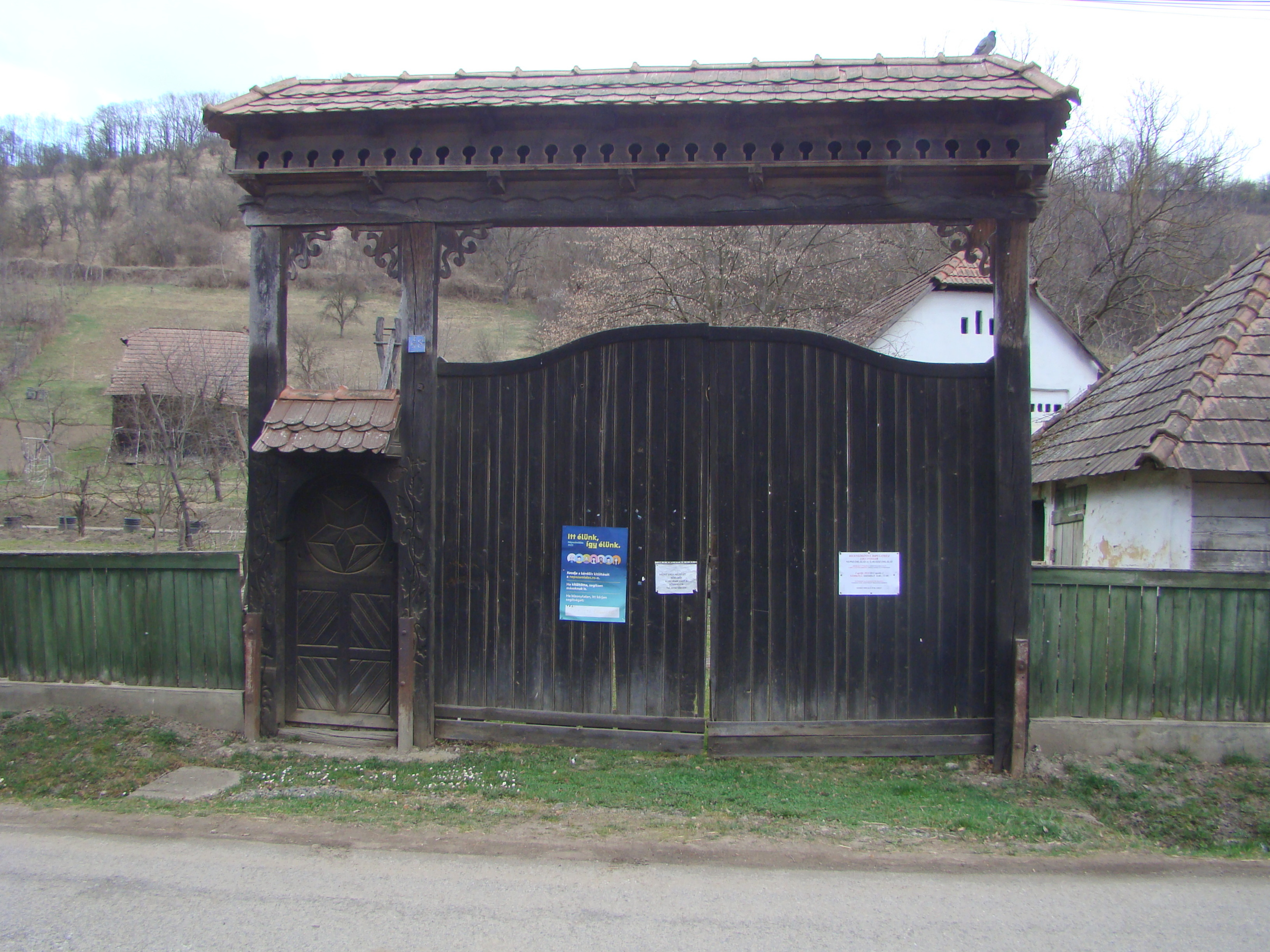
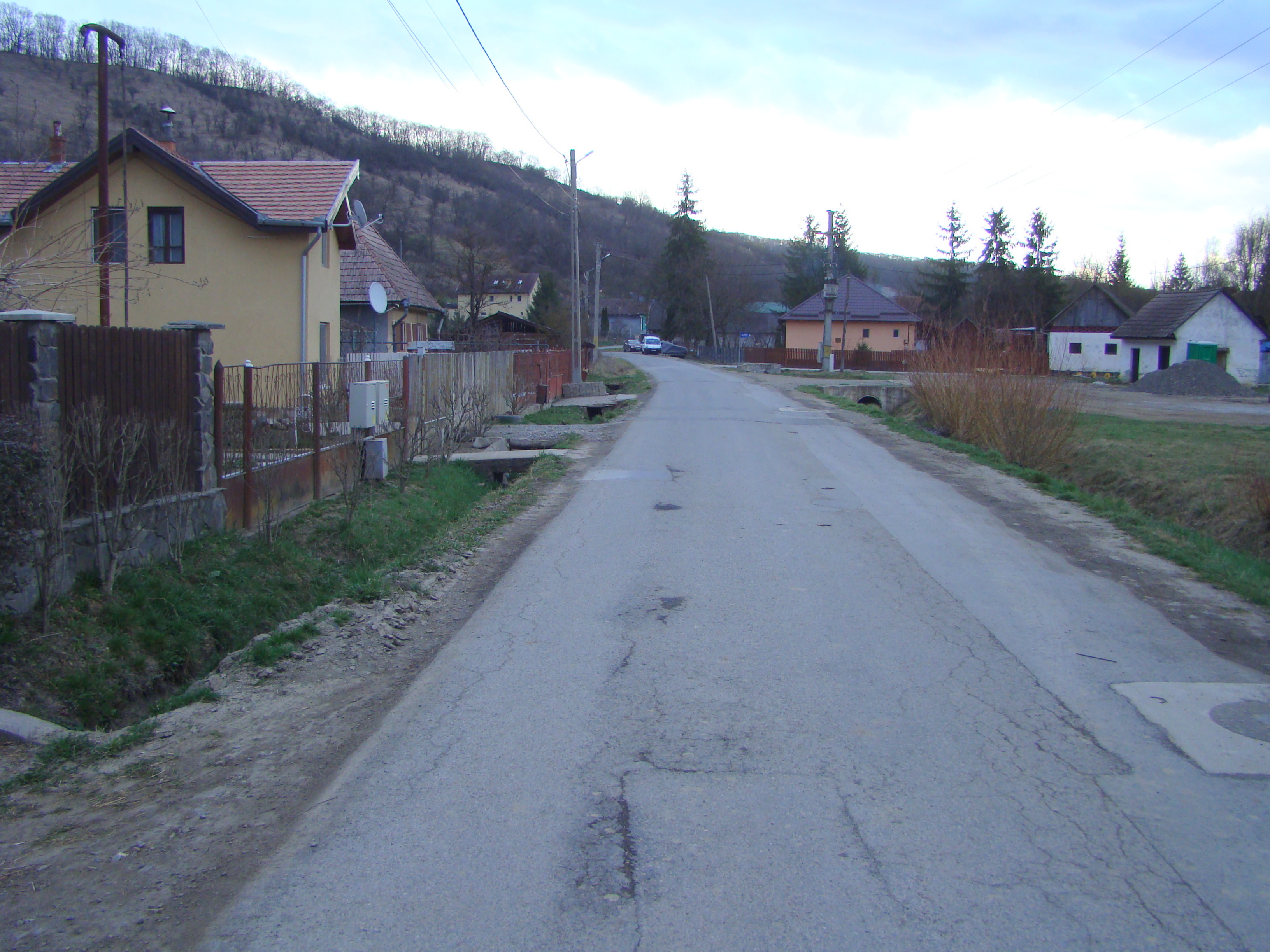
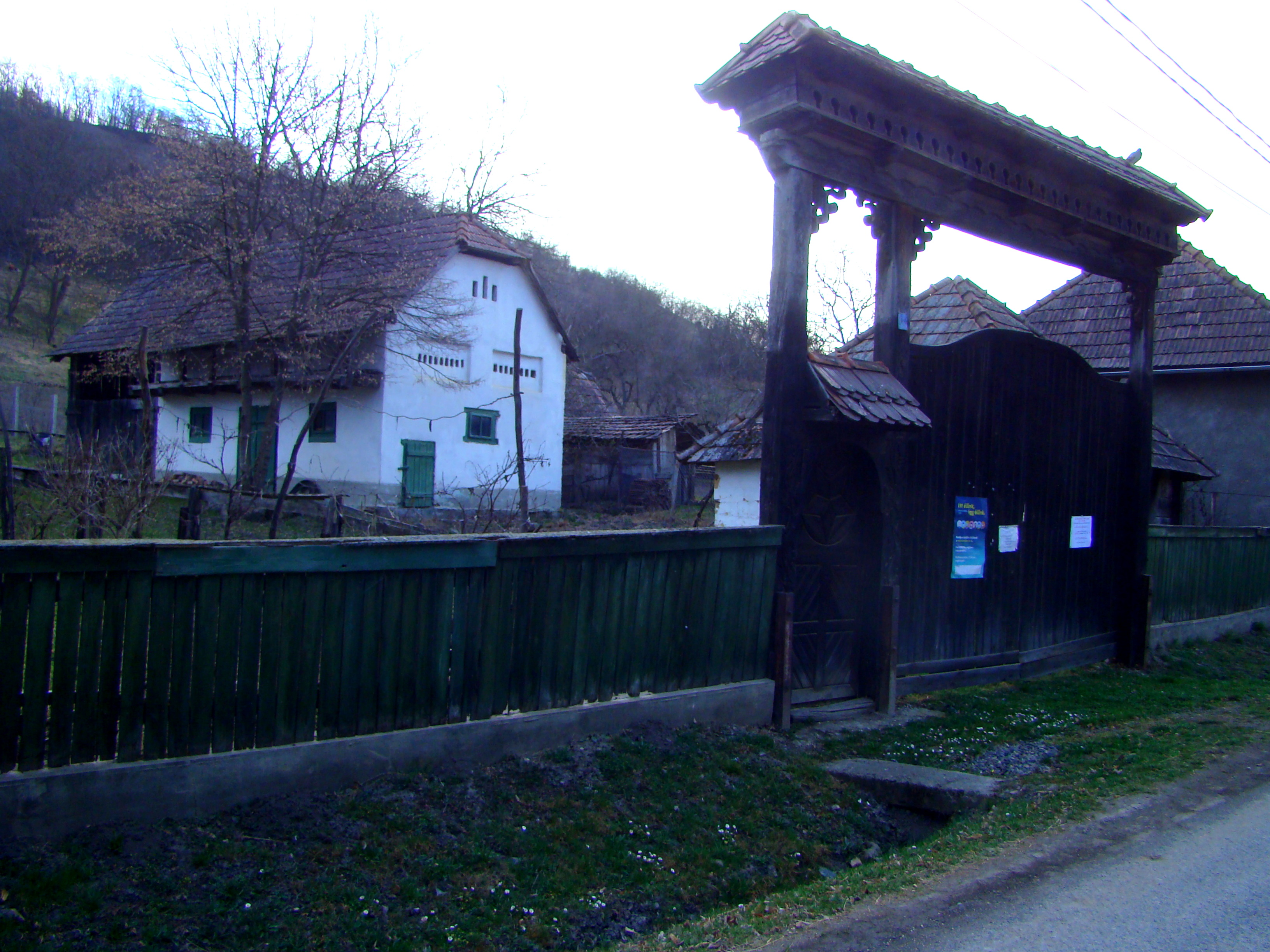
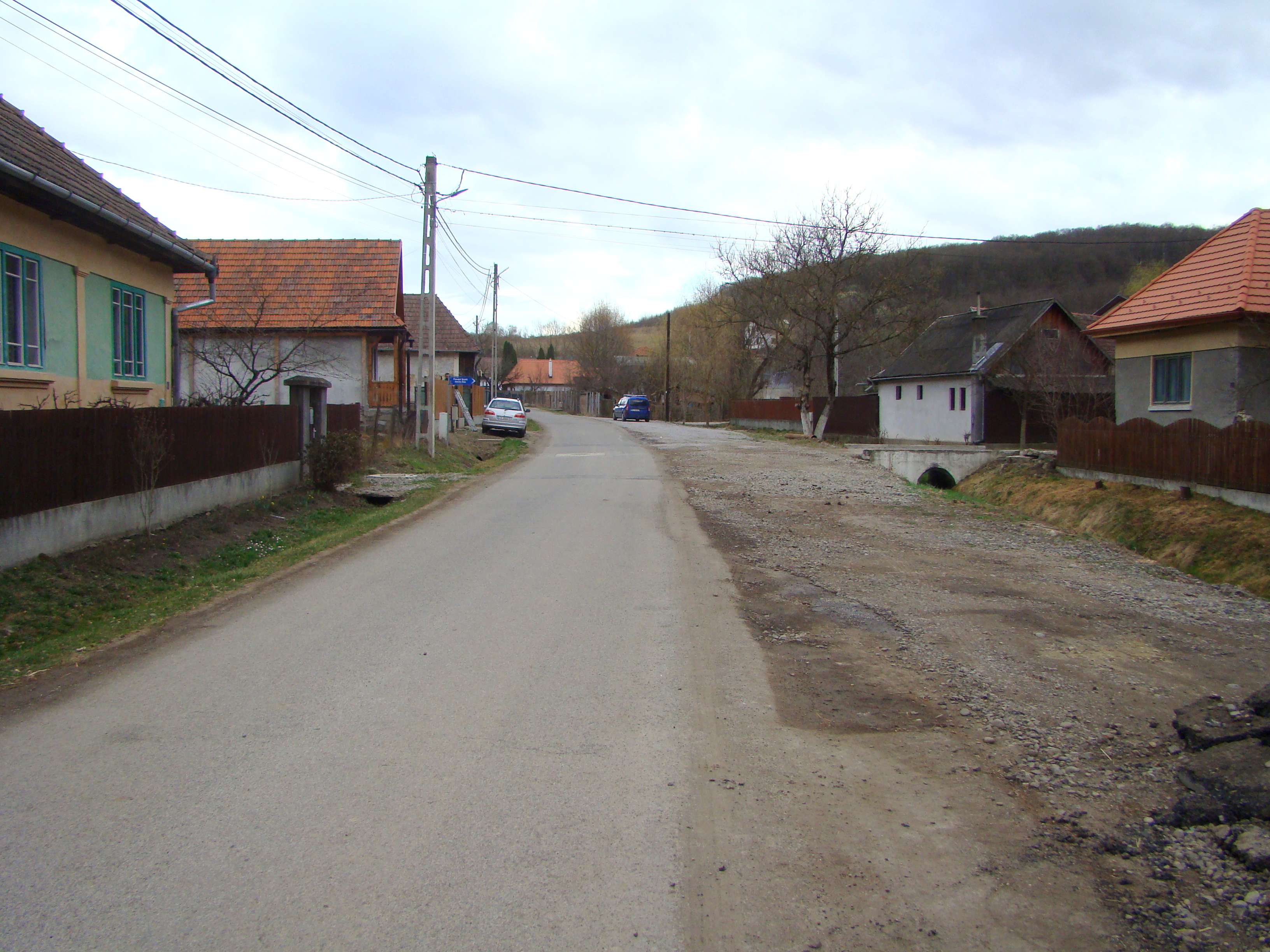
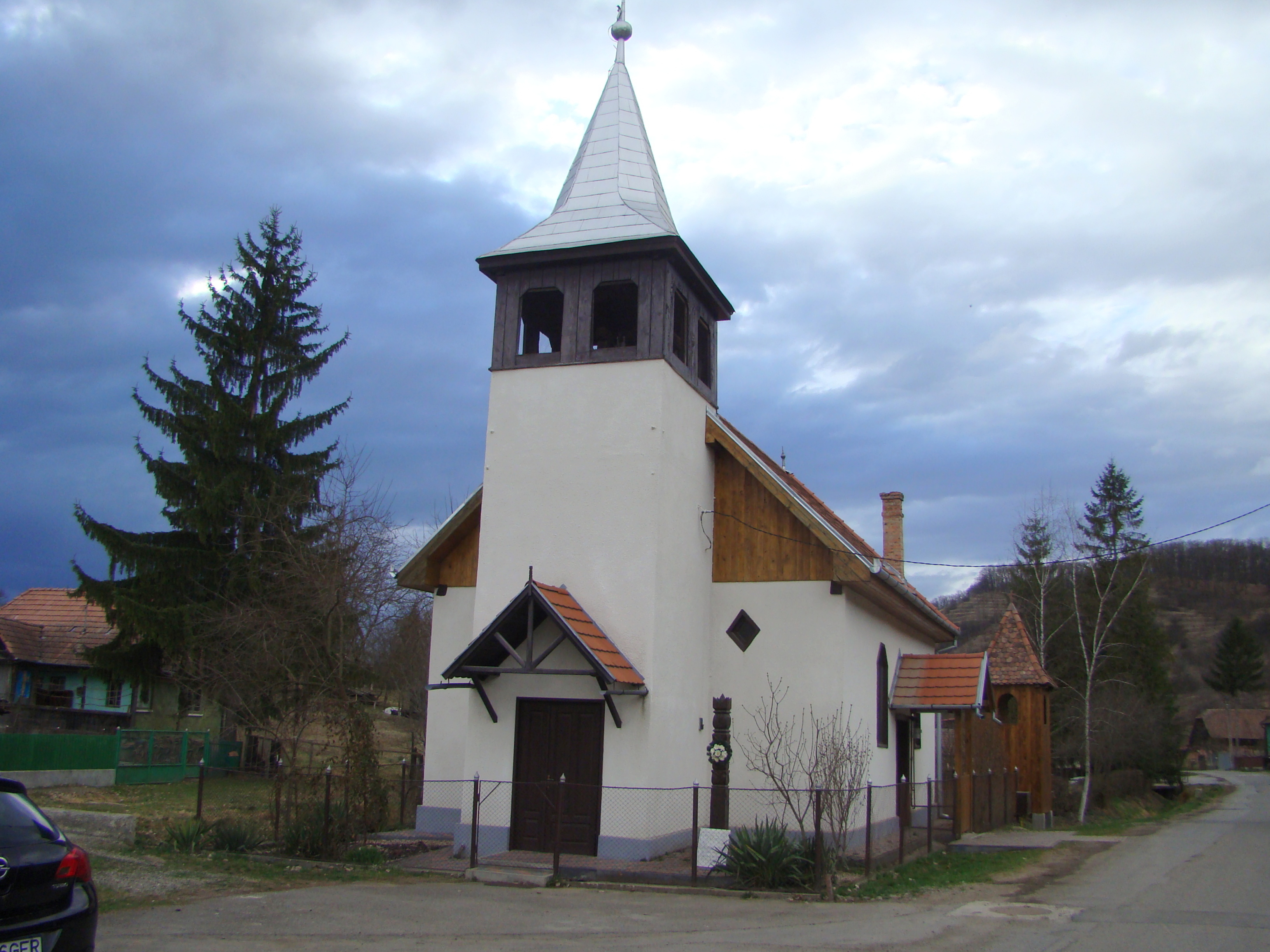
Biserica reformată (1946)
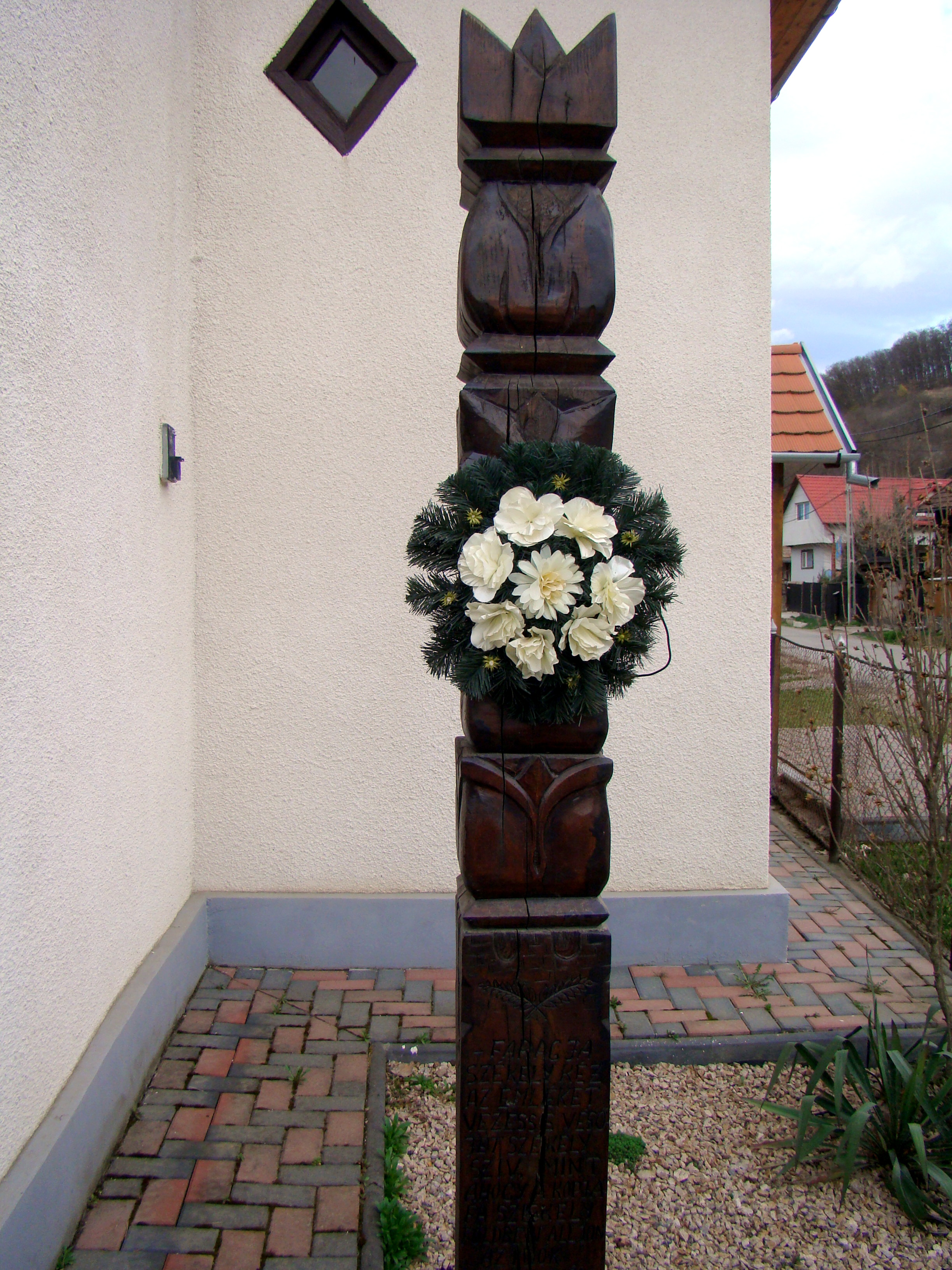
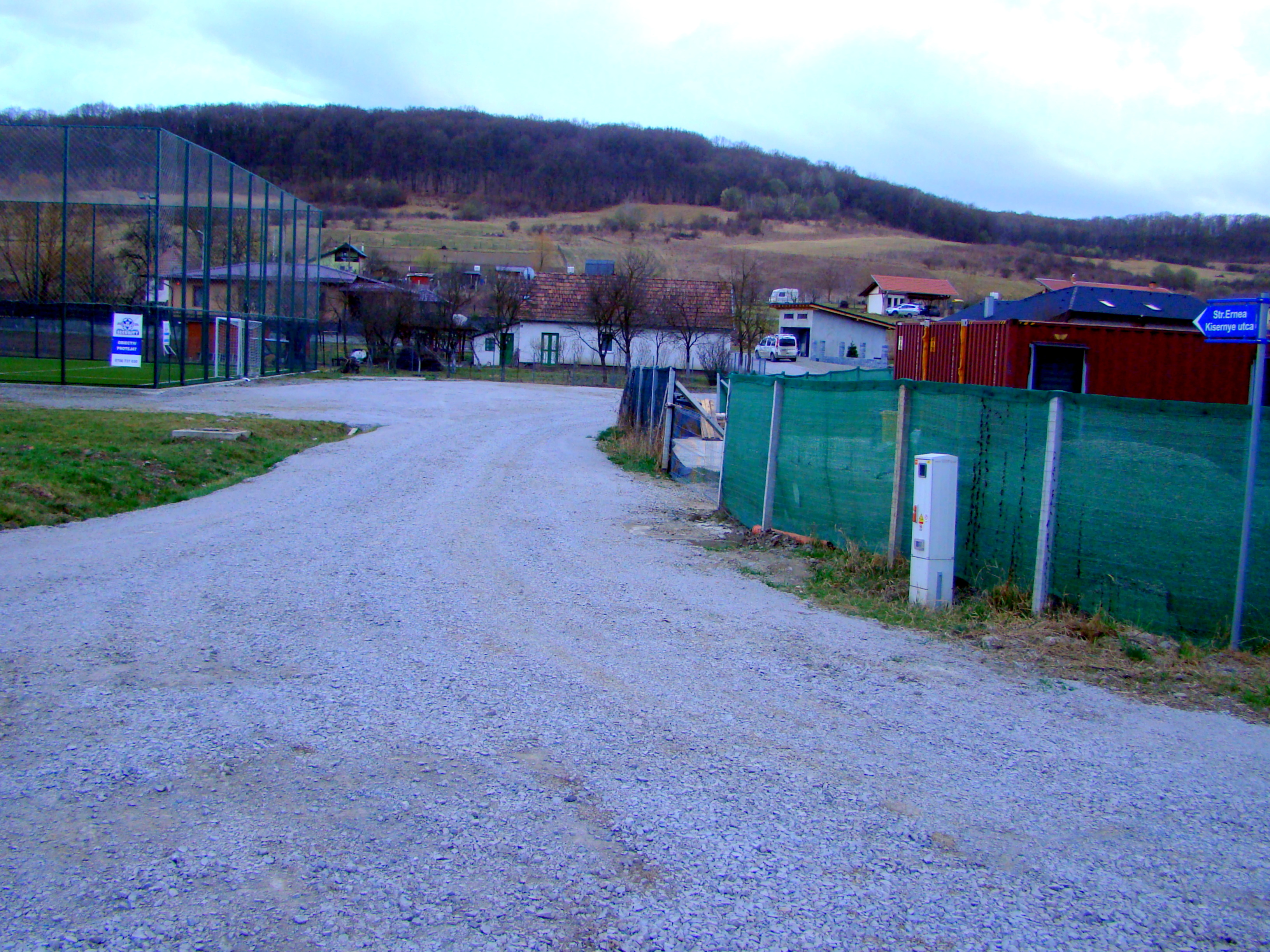
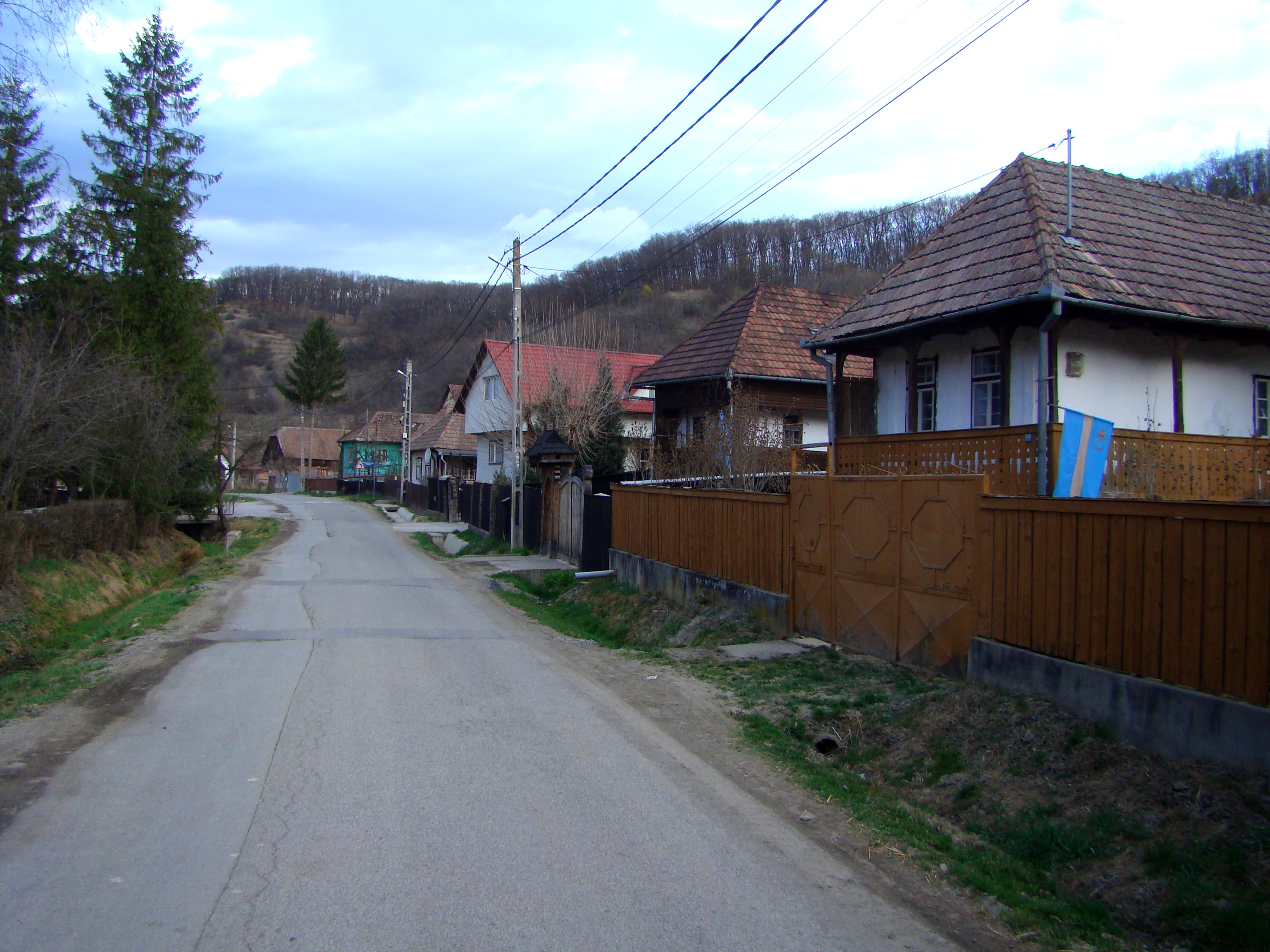
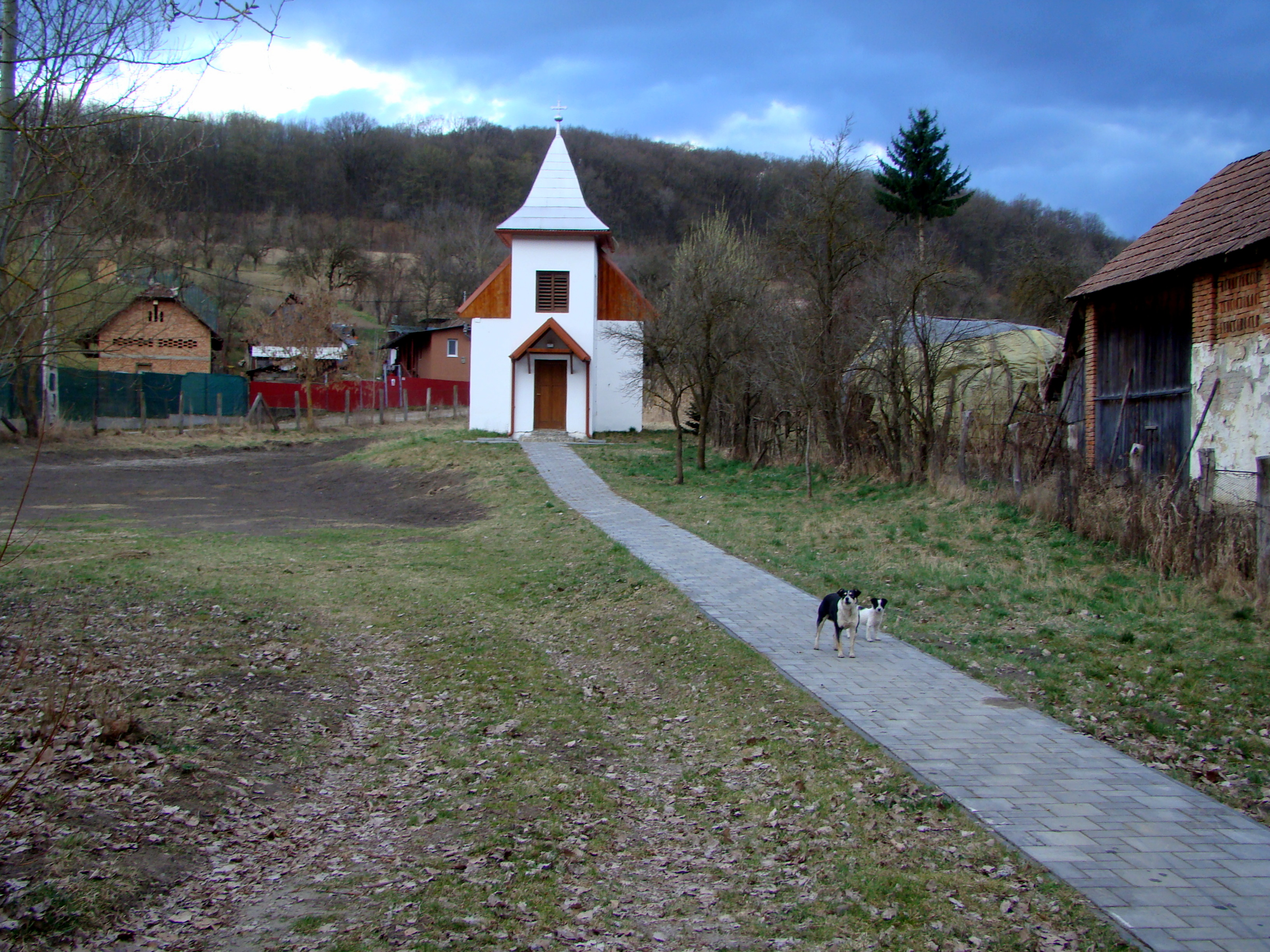
Biserica romano-catolică (1928)
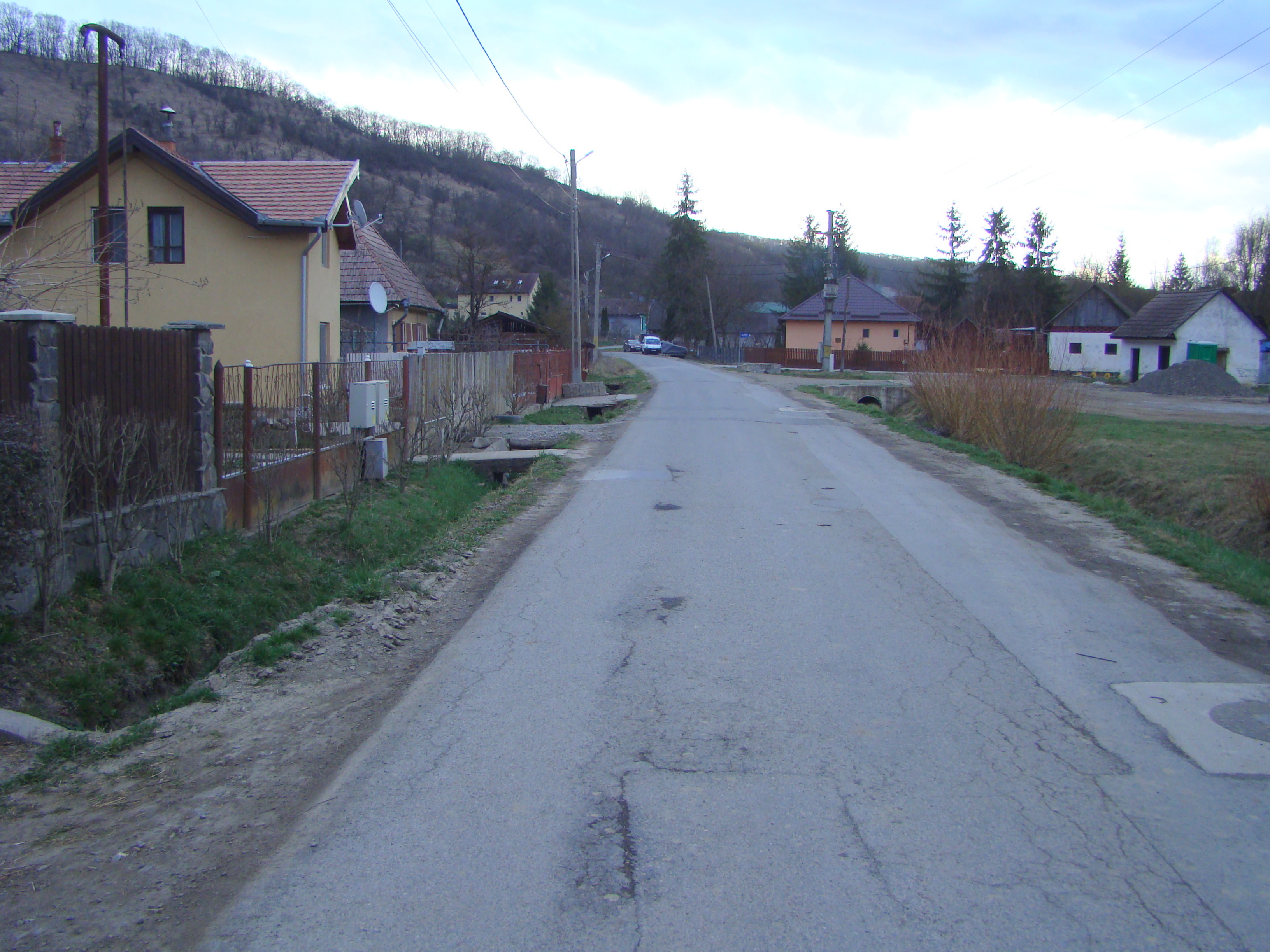
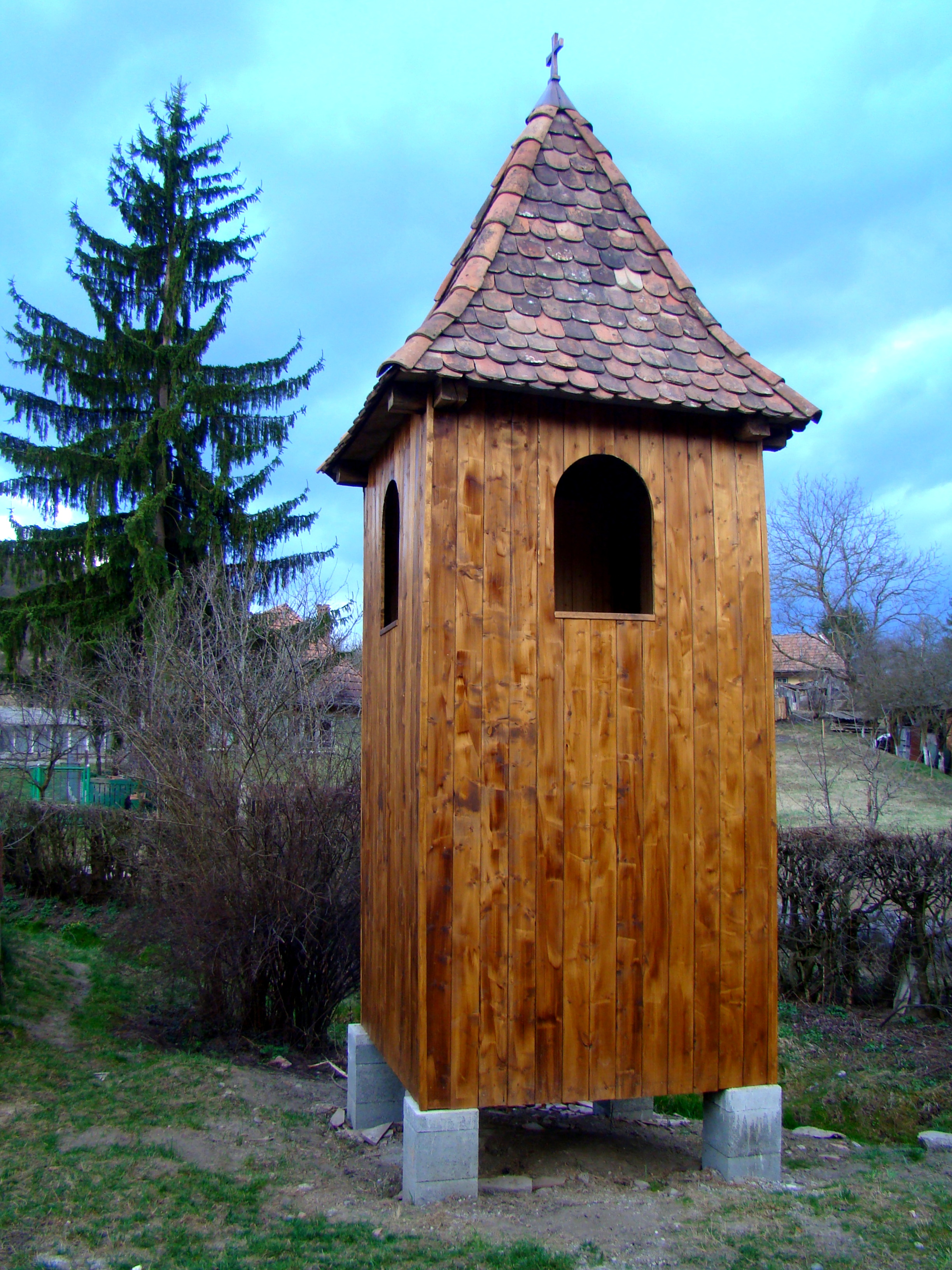
Clopotnița ortodoxă
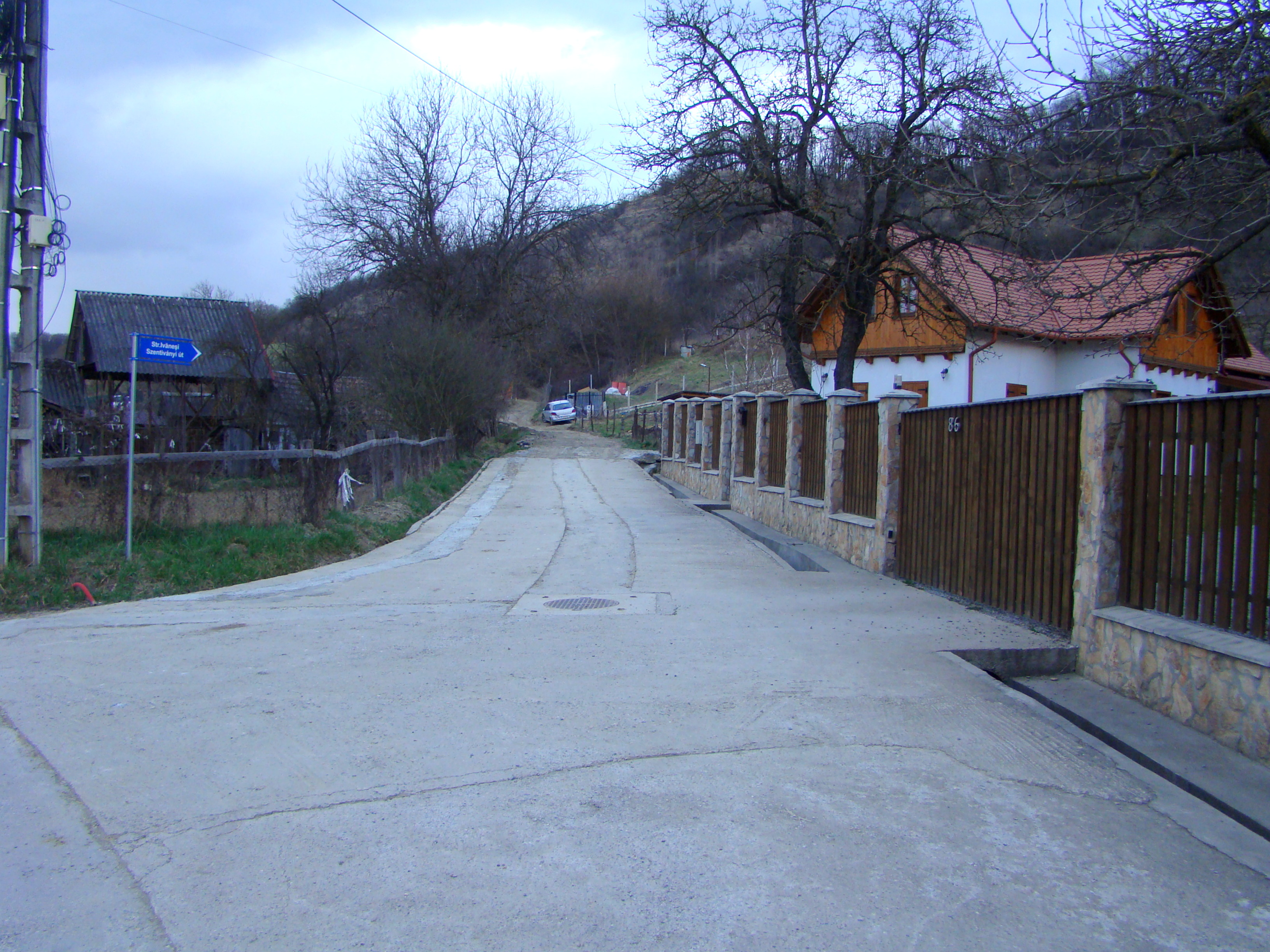
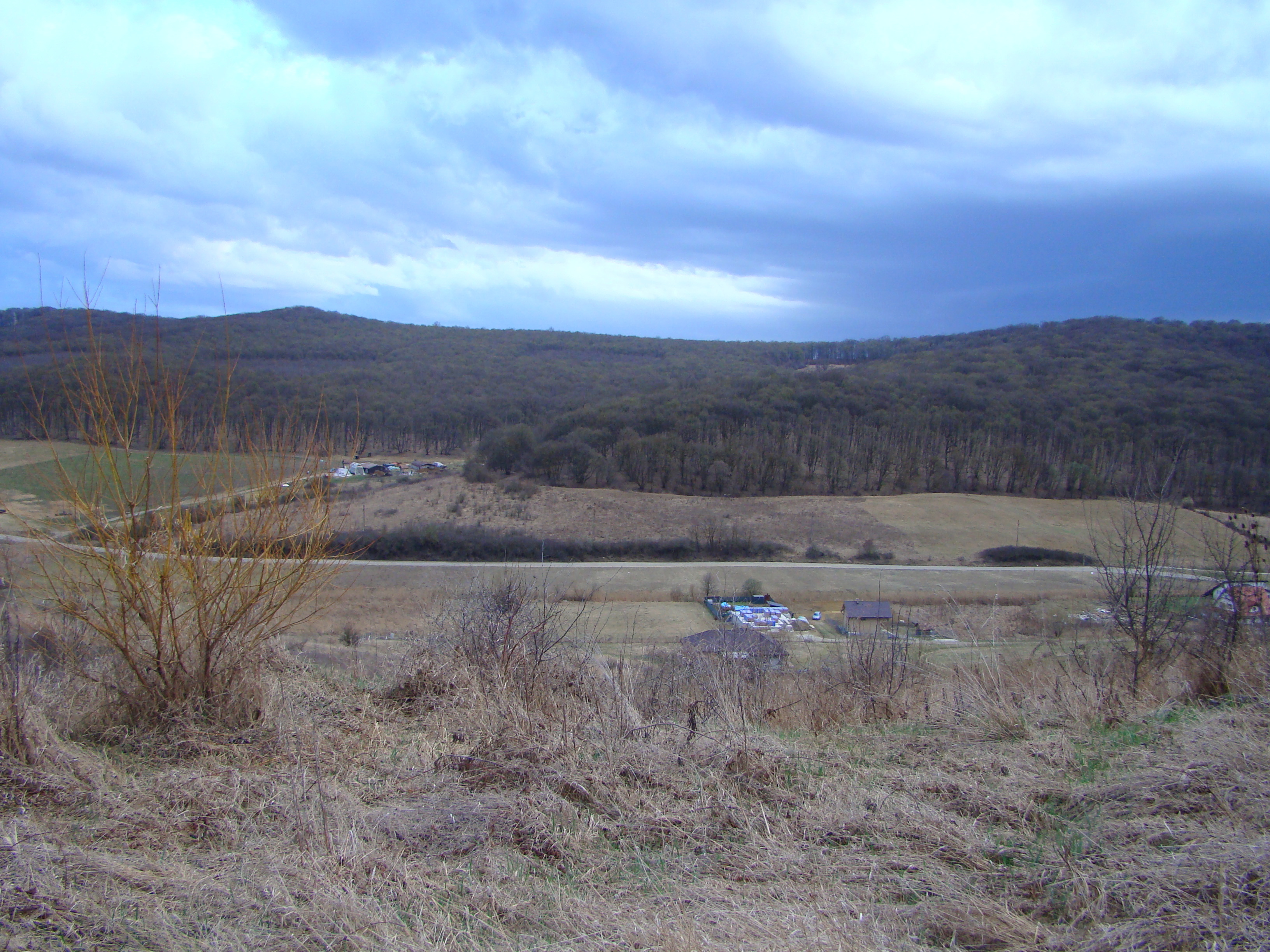
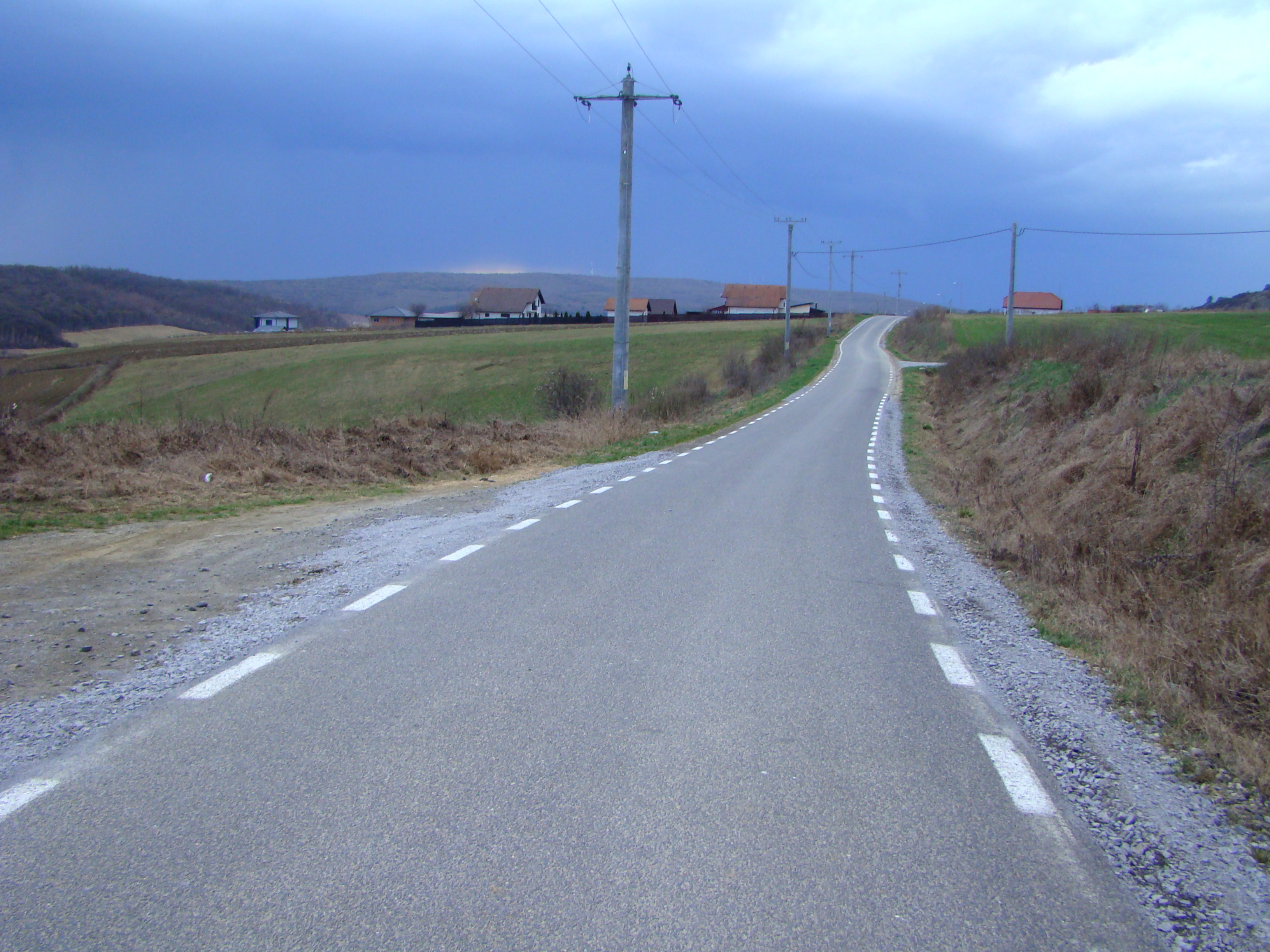
Drumul Corunca-Bozeni